# ESCORT
ESCORT（エスコート）は、日本のシステムインテグレーターである横河ソリューションサービス社（前横河ソリューションズ社）が横河電機社の保守サービス業務を支える基盤として導入したシステムをベースに開発したアフターサービス（修理・保守サービス）業務に特化したパッケージソフトウェアである。
フレームワークコンセプトを採用しており、日本企業ならではの独特なアフターサービス業務にも柔軟に対応が可能である。また、各モジュール単位での導入が可能であり、既存システム（ERPパッケージや独自開発システム）を活かして導入可能な点も大きな特徴である。国内製造業、サービス業を中心に、265サイト以上（2013年8月現在）の導入実績を誇り、国内だけでなく海外拠点（代理店）を含めたアフターサービス管理システム（修理保守管理システム）の代表的製品の1つである。

## 特色
ESCORTは、海外のCRMパッケージやERPパッケージとは違い、日本の修理保守／サービスに適合したパッケージである。例えば海外製品の場合、「修理受付 - 見積/受注 - エンジニアの派遣、部品手配 - 報告 - 売上/請求」といった一連の業務フローが順番に入力処理されなければならない。しかし、日本の保守修理業務では、実際の現場で修理作業を行った後に正式オーダ処理や在庫の引落としを行うケースがあり、ESCORTはこうした事後処理対応も可能な「修理受付システム」である。最近ではパッケージの機能強化だけでなく、地図情報やサービスBOM (部品表)などのアフターサービス業務で有効な外部サービス（Google マップやGoogle Appsなど）/パッケージソフトウェア、クラウド型CTIとの連携やスマートデバイスへの対応が強化されている。

## 機能モジュール
共通基盤
共通処理、マスタ管理（得意先、仕入先、商品、サービス価格、カレンダーなど）
業務サポート機能
コール受付、サービス指示（作業計画）、要員スケジュール（要員スキルに応じた）、作業報告（残工対応）
マネージメント機能
保守契約管理、サービス履歴管理、FAQ管理（コールスクリプト管理）、納入品管理、不適合品管理（レシピ変更管理）、要求手配管理（部品手配）
販売管理機能
受注管理（事前/事後見積対応）、売上管理、請求管理
在庫管理機能
入出庫管理（バーコード対応）、ユニット品管理、倉庫間移動、棚卸管理
購買管理機能
発注管理、役務発注管理、受入/検収管理
オプション機能
引取修理（センドバック修理）、保守部品販売、ポータル機能、モバイル機能